# Carlos Massa Sanguinetti
Carlos Massa y Sanguinetti (1823-1883) fue un periodista, abogado y político español.

## Biografía
Nacido en Madrid el 23 de diciembre de 1823, fue jurisconsulto y político. Ejerció la abogacía, y desempeñó diversos cargos administrativos, además de publicar diversas obras, entre ellas una biografía de Diego de León, bajo el título de Vida militar, y política de Diego Leon, primer conde de Belascoain (1843), y otra de su amigo Sagasta titulada Historia política del Excmo. Sr. D. Práxedes Mateo Sagasta (1876). Como periodista, fue redactor de La Iberia y el corresponsal de este periódico en la campaña austro-italiana de 1859, además de desempeñar el cargo de director de La Themis (1857-1858), La Voz del Derecho (1870) y el Diario de los Debates Forenses (1872). Falleció el 5 de enero de 1883.